# Cascada Putnei

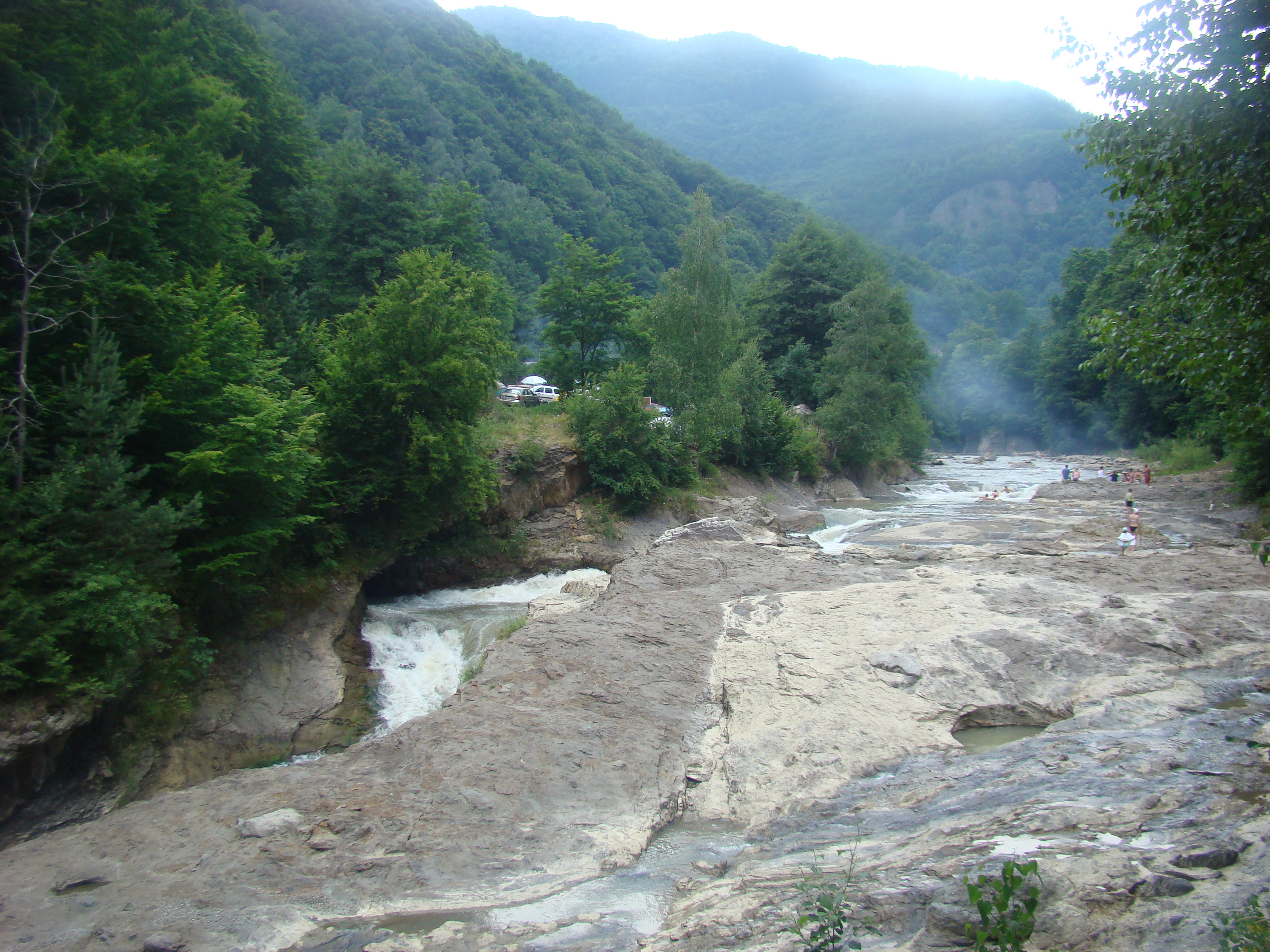
Cascada Putnei, în apropiere de Lepșa, județul Vrancea, foto: iulie, 2011.

Cascada Putnei (Săritoarea Putnei) este o arie protejată de interes național ce corespunde categoriei a IV-a IUCN (rezervație naturală, tip geologic și peisagistic), situată în județul Vrancea, pe teritoriul administrativ al comunei Tulnici, în apropierea satului Lepșa.

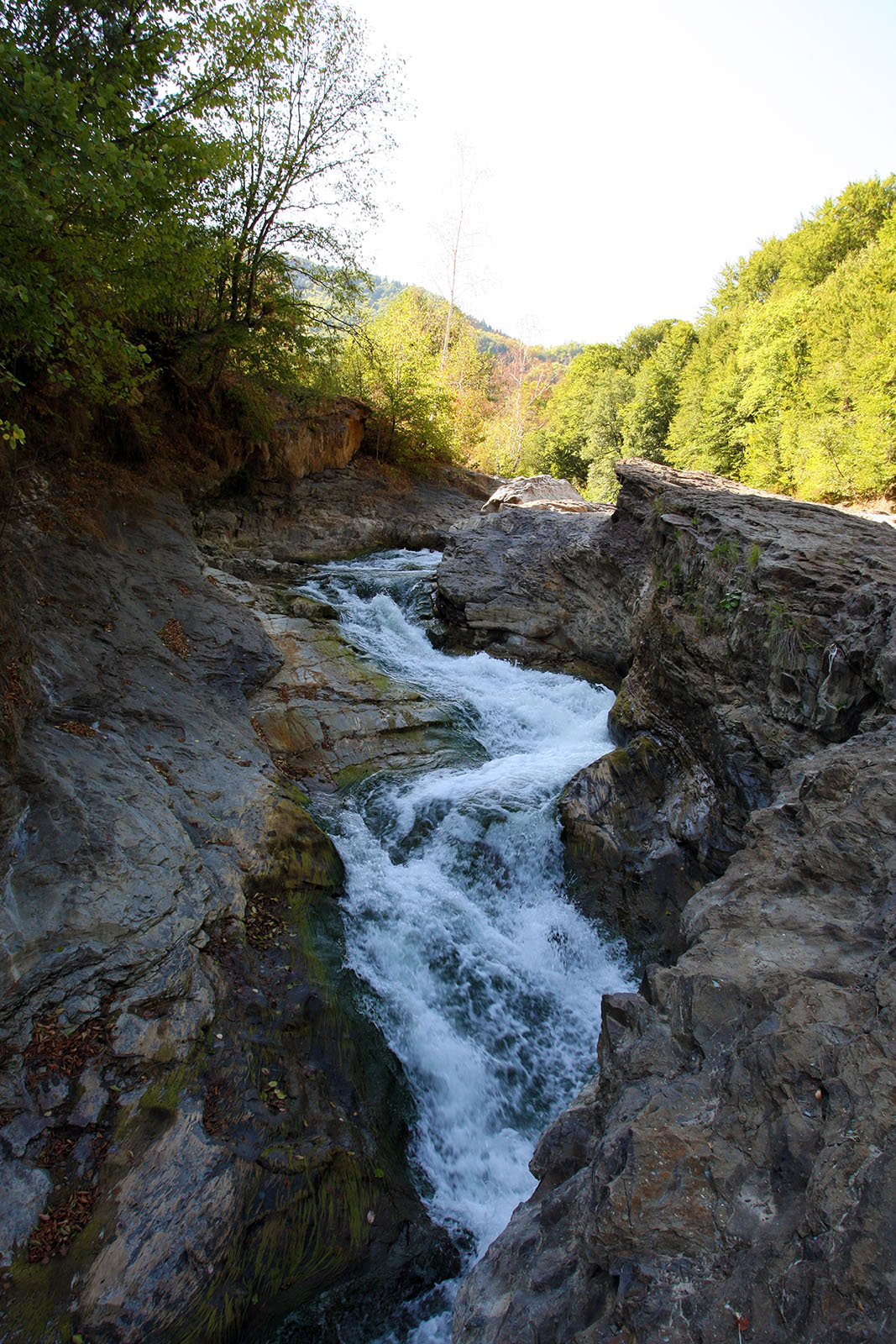
Cascada Putnei

Cascada Putnei a fost declarată Monument al Naturii în anul 1973; atunci au fost realizate și primele amenajări pentru vizitare. Are circa 80 de metri lungime, iar apa se strânge într-un lac cu adâncimea de aproximativ 12 metri. În prezent Cascada Putnei este inclusă în Parcul Natural Putna Vrancea, ca zonă de management durabil.
Importanța Cascadei Putnei constă în caracterul peisagistic și hidromorfologic datorat nu numai cascadei actuale, ci și a cascadei părăsite, rămasă suspendată pe malul stâng, deasupra Putnei, la cca 250 m în aval de actuala cascadă, ca urmare a proceselor tectonice, când o porțiune din patul vechii albii s-a prăbușit, iar vechiul curs a fost deviat pe albia actuală.
Ca urmare a antropizării excesive, în timp au fost distruse mare parte din speciile de plante de stâncărie, printre care și floarea de colț. 

## Galerie de imagini

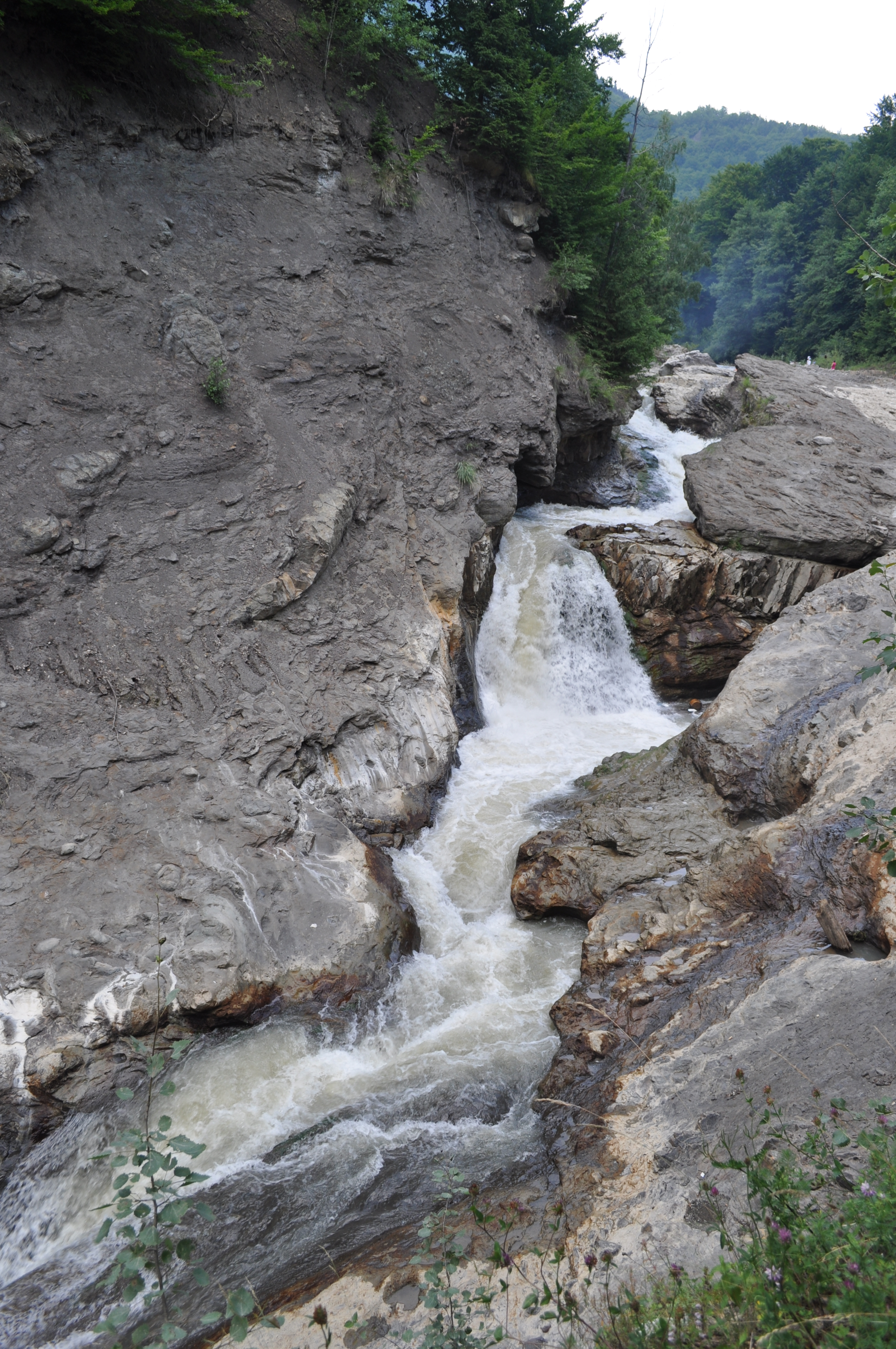
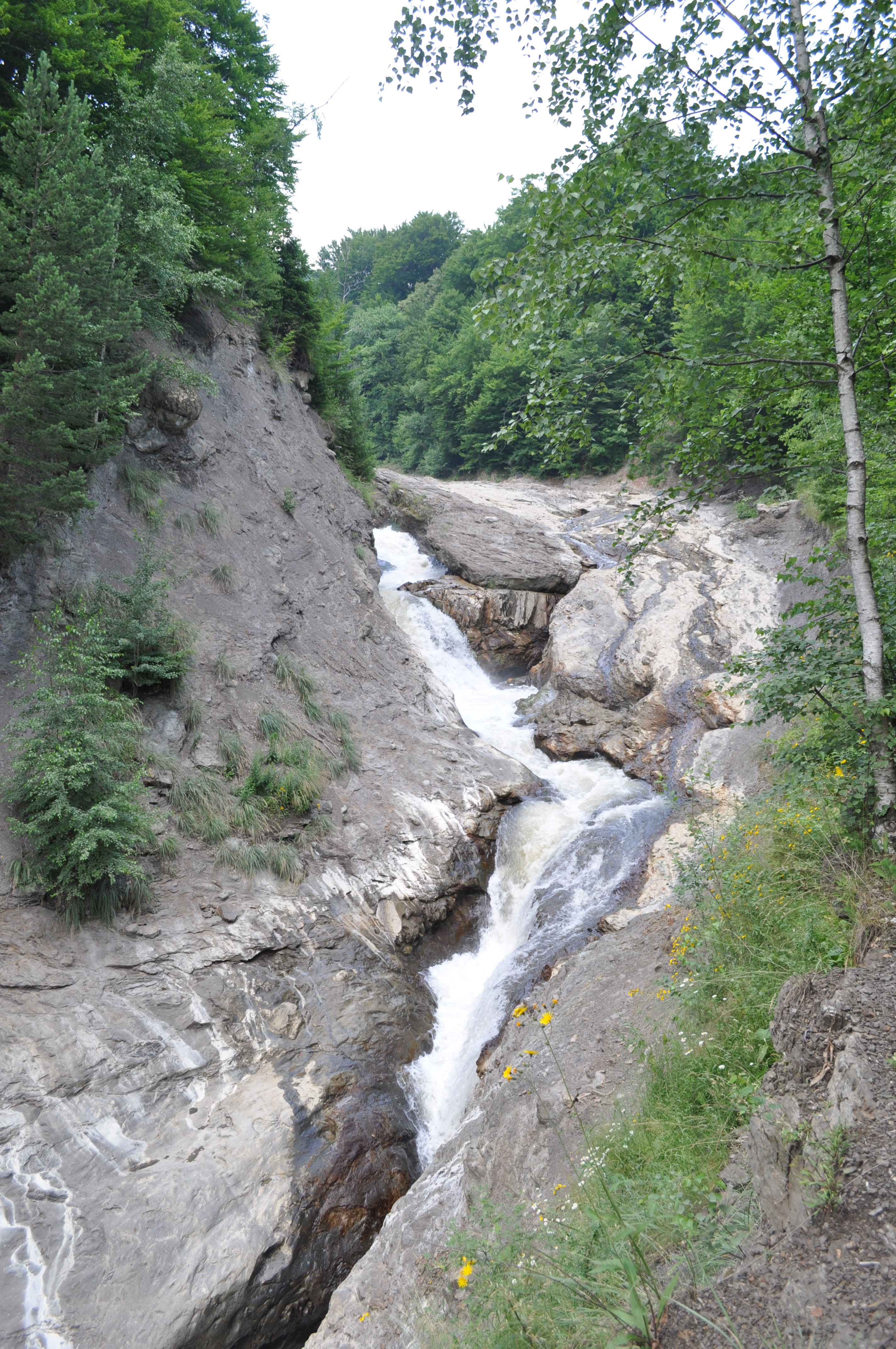
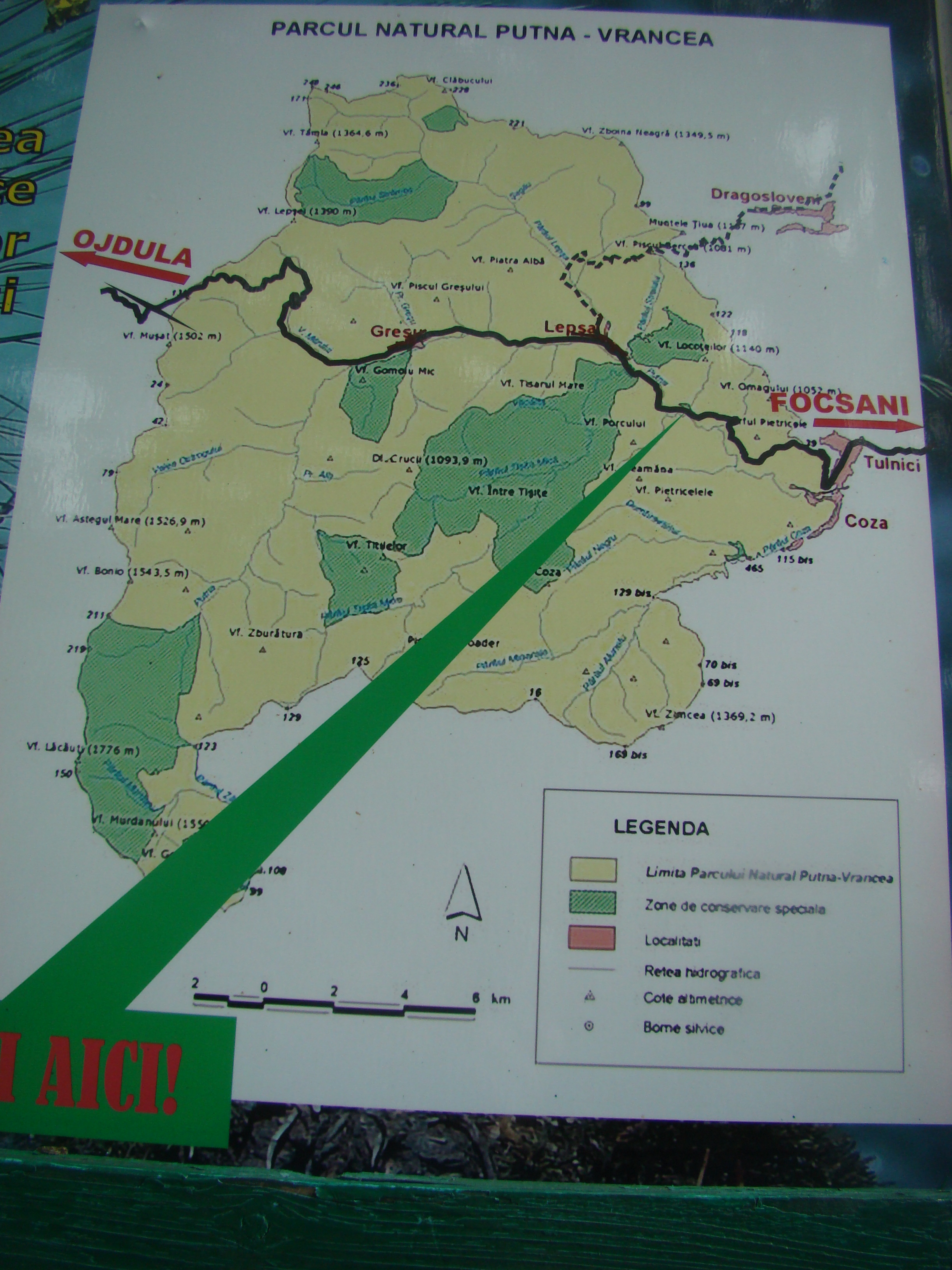
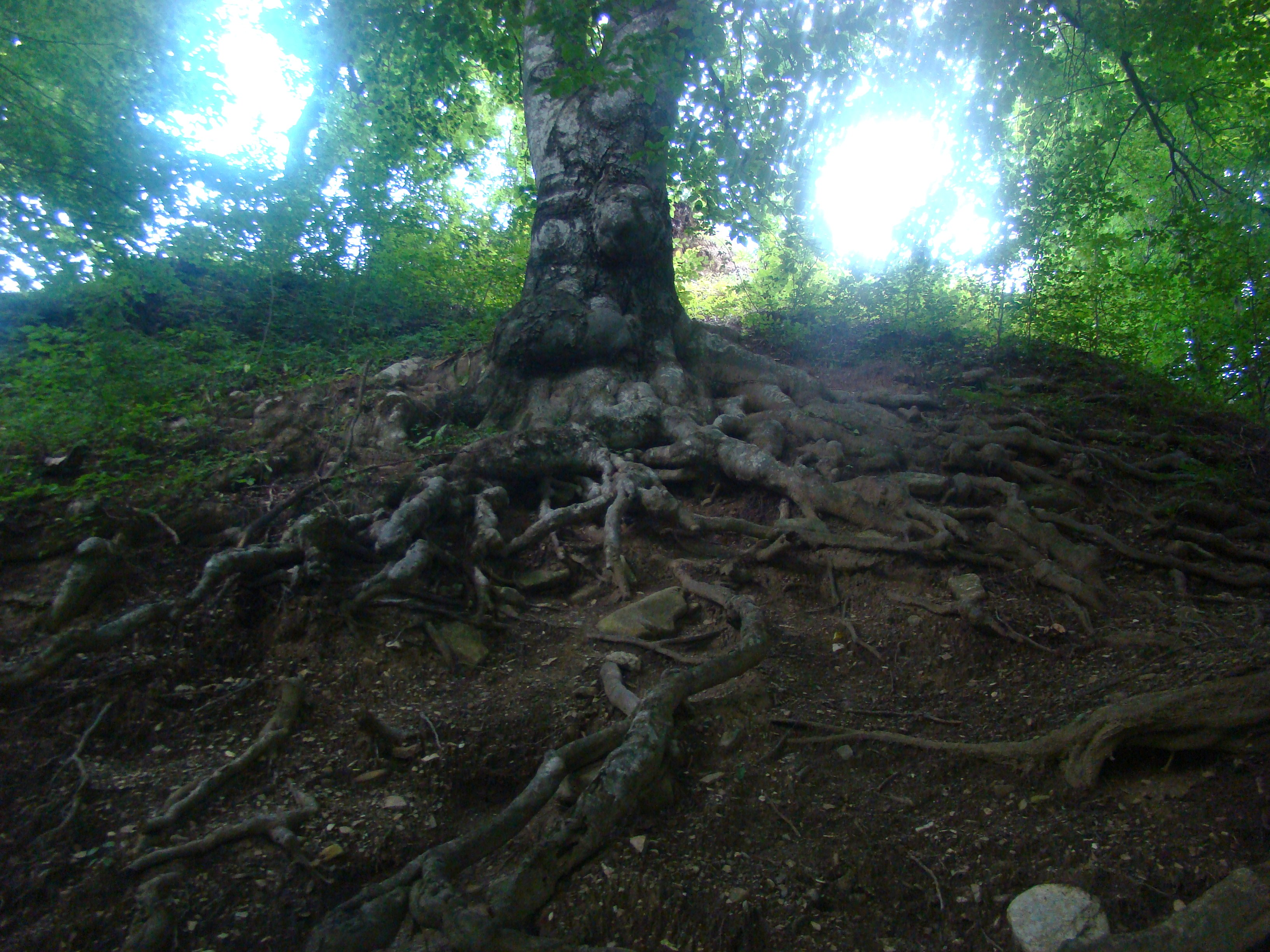
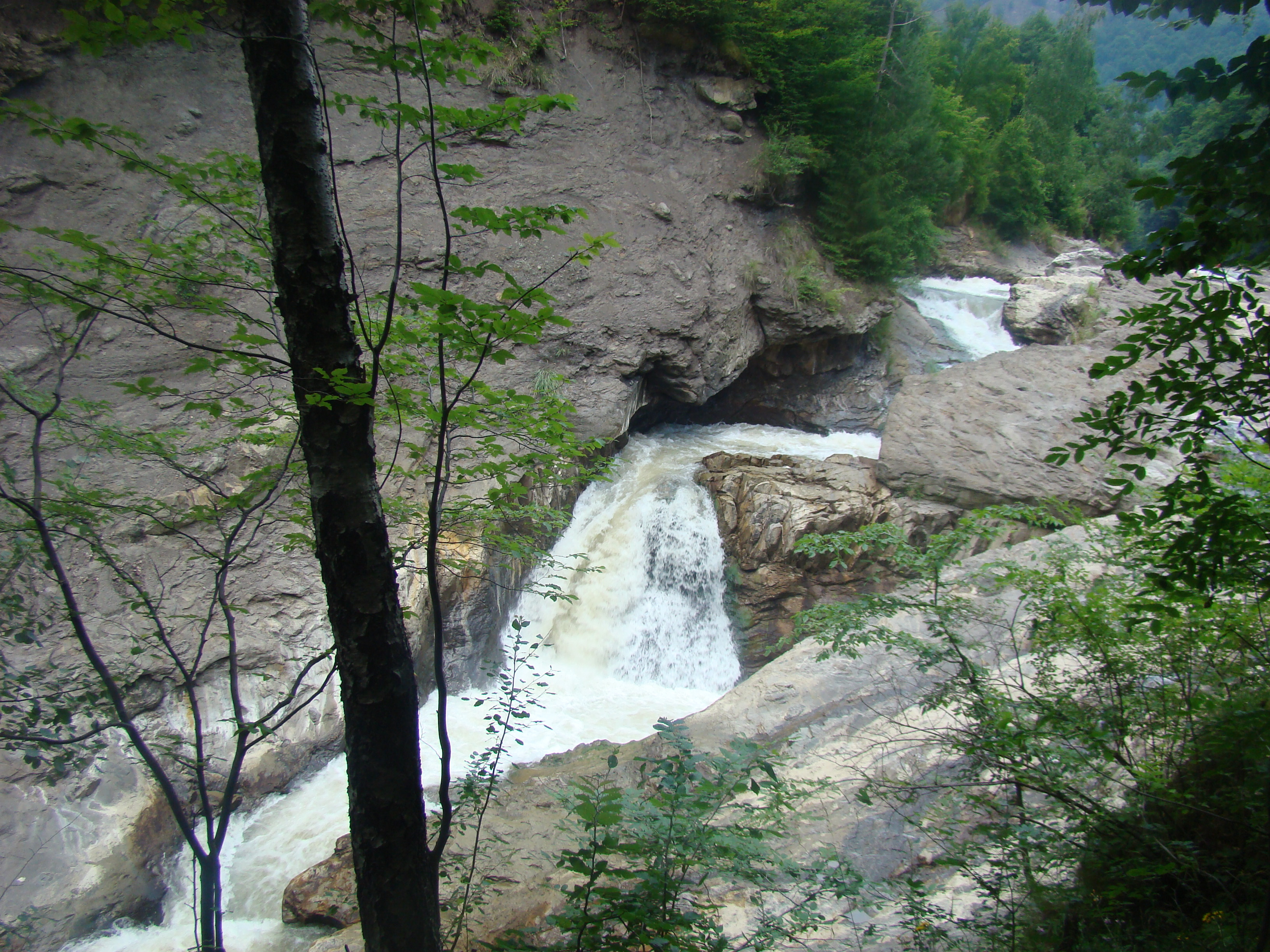
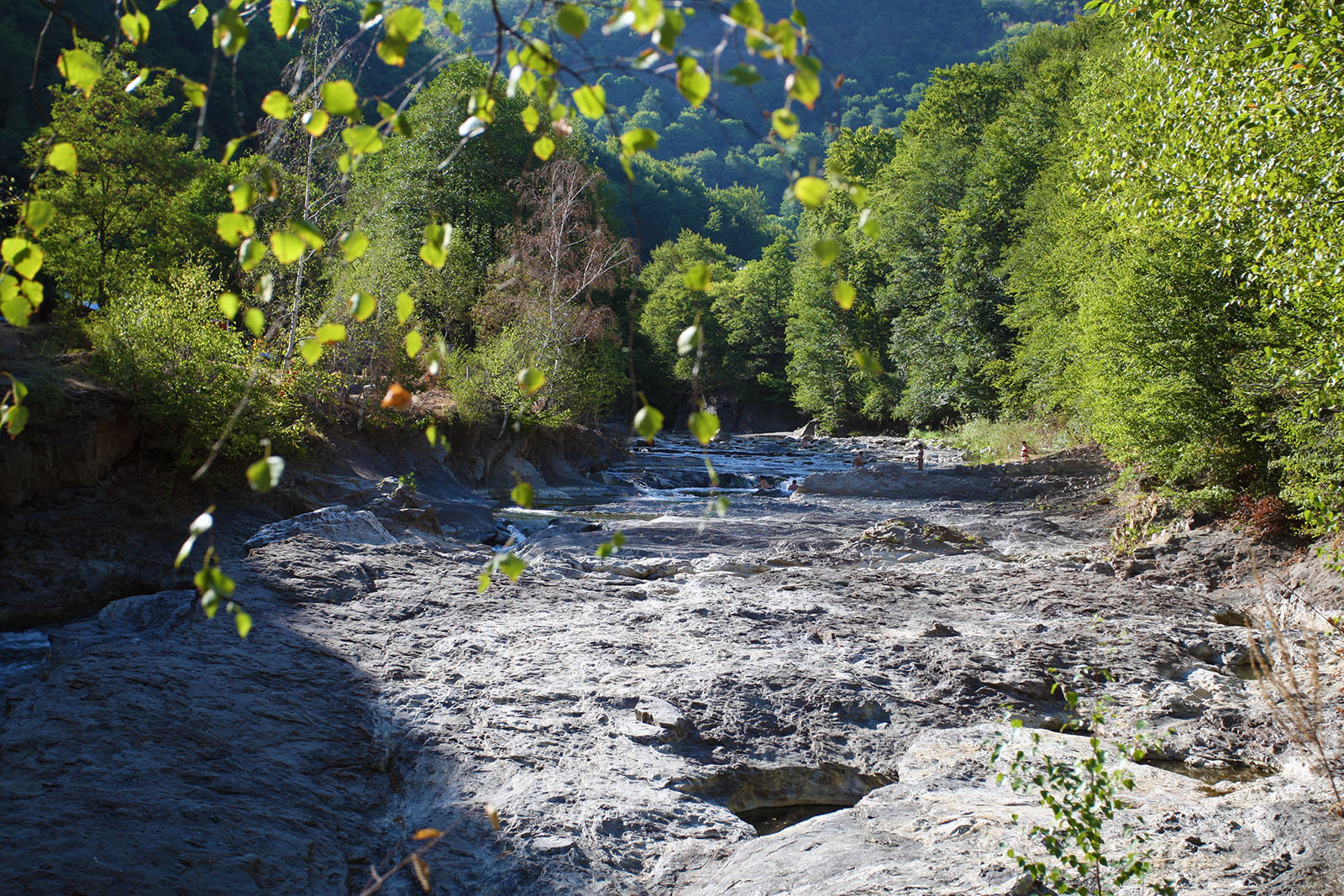
Râul Putna înainte de revărsarea cascadei
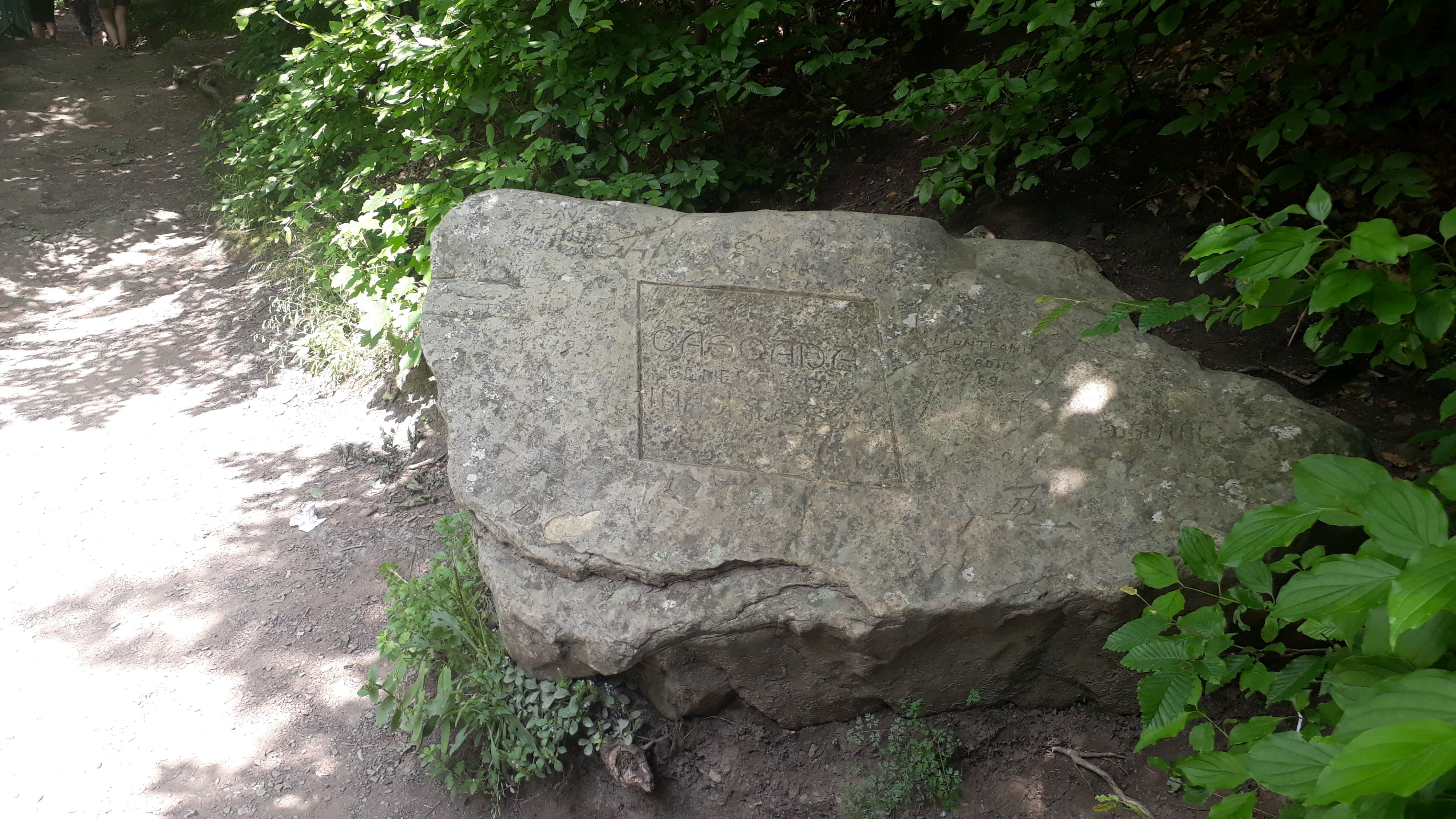
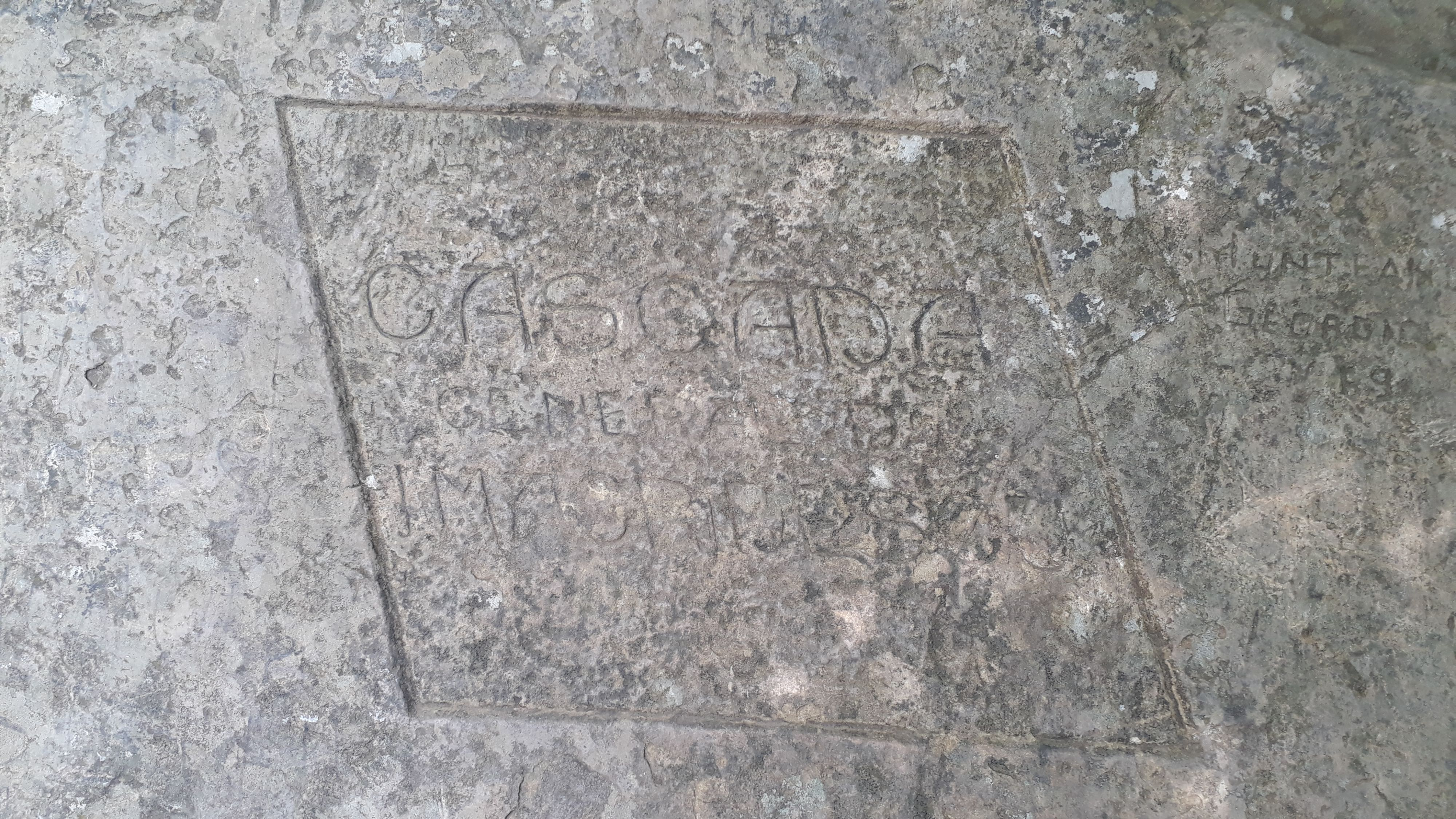